# Oddvar Barlie
Oddvar Barlie (ur. 24 czerwca 1929 w Oslo, zm. 10 stycznia 2017 w Ski) – norweski zapaśnik walczący w stylu klasycznym. Olimpijczyk z Rzymu 1960, gdzie zajął dziesiąte miejsce w wadze średniej do 79 kg.
Brązowy medalista mistrzostw nordyckich w 1963 roku.
Jego brat Harald Barlie występował na czterech turniejach zapaśniczych w igrzyskach olimpijskich, od Rzymu 1960 do Monachium 1972. Był wujkiem Ine Barlie, Mette Barlie i Lene Barlie, medalistek imprez mistrzowskich w zapasach.

## Letnie Igrzyska Olimpijskie 1960
| Konkurencja                  | Walki                    | Walki               | Walki              | Klas. końcowa |
| Konkurencja                  | Pierwsza runda           | Druga runda         | Trzecia runda      | Miejsce       |
| ---------------------------- | ------------------------ | ------------------- | ------------------ | ------------- |
| styl klasyczny, waga średnia | Bolesław Dubicki (POL) R | Ronald Hunt (AUS) W | Ion Țăranu (ROM) P | X miejsce     |